# Djuröbron

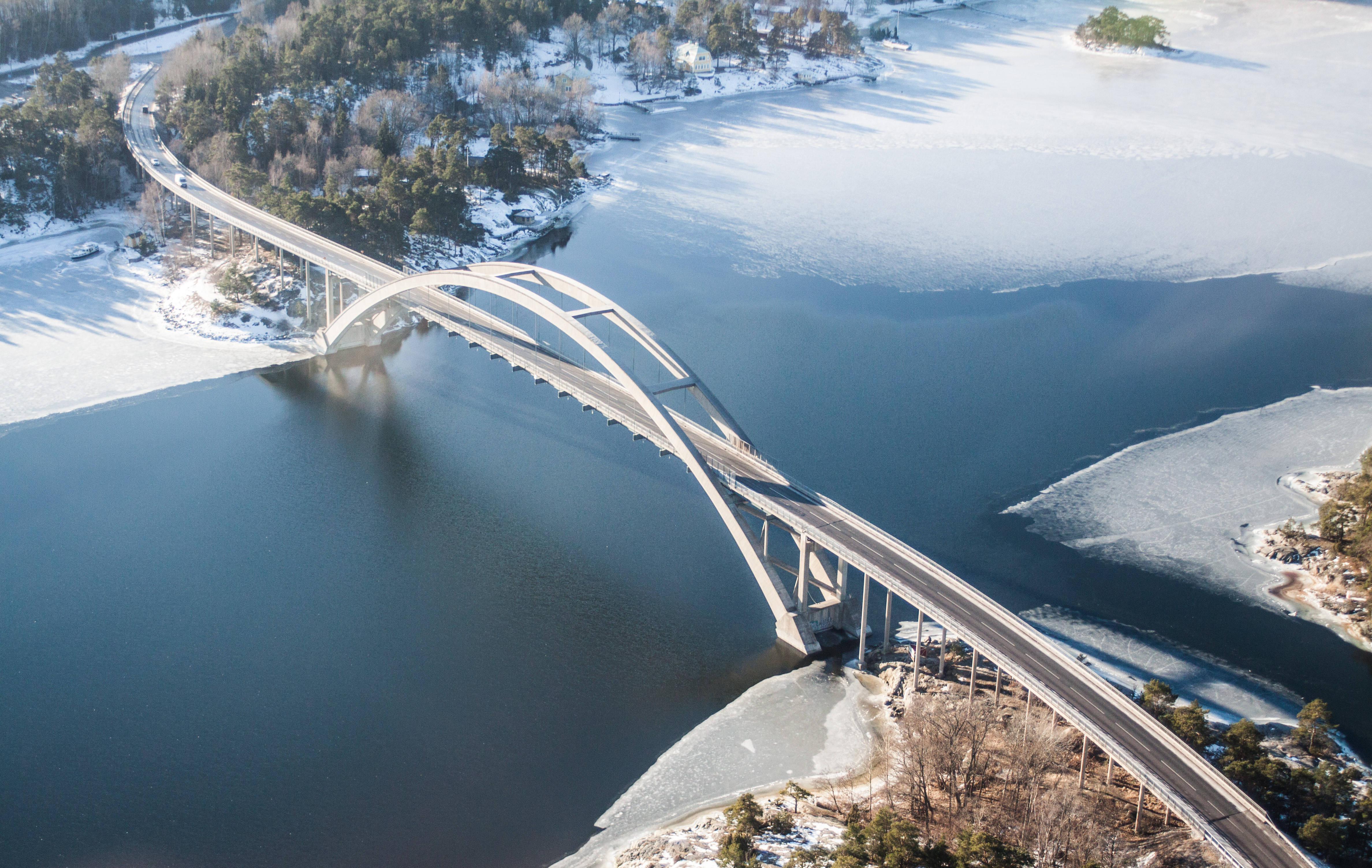
Djuröbron i februari 2013.

Djuröbron är en bågbro i betong och stål i Värmdö kommun, Stockholms län. Den sträcker sig i en svag s-kurva över Brevikssundet mellan Ramsmora vid Stavsnäs och Djurös södra udde. Djuröbrons bågspann är 182 meter långt och den totala längden uppgår till 500 meter. Bron var vid invigningen i maj 1962 en av Mellansveriges största vägbroar och innebar ett slut för timslånga bilköer samt ett ekonomiskt uppsving för regionen.

## Bakgrund

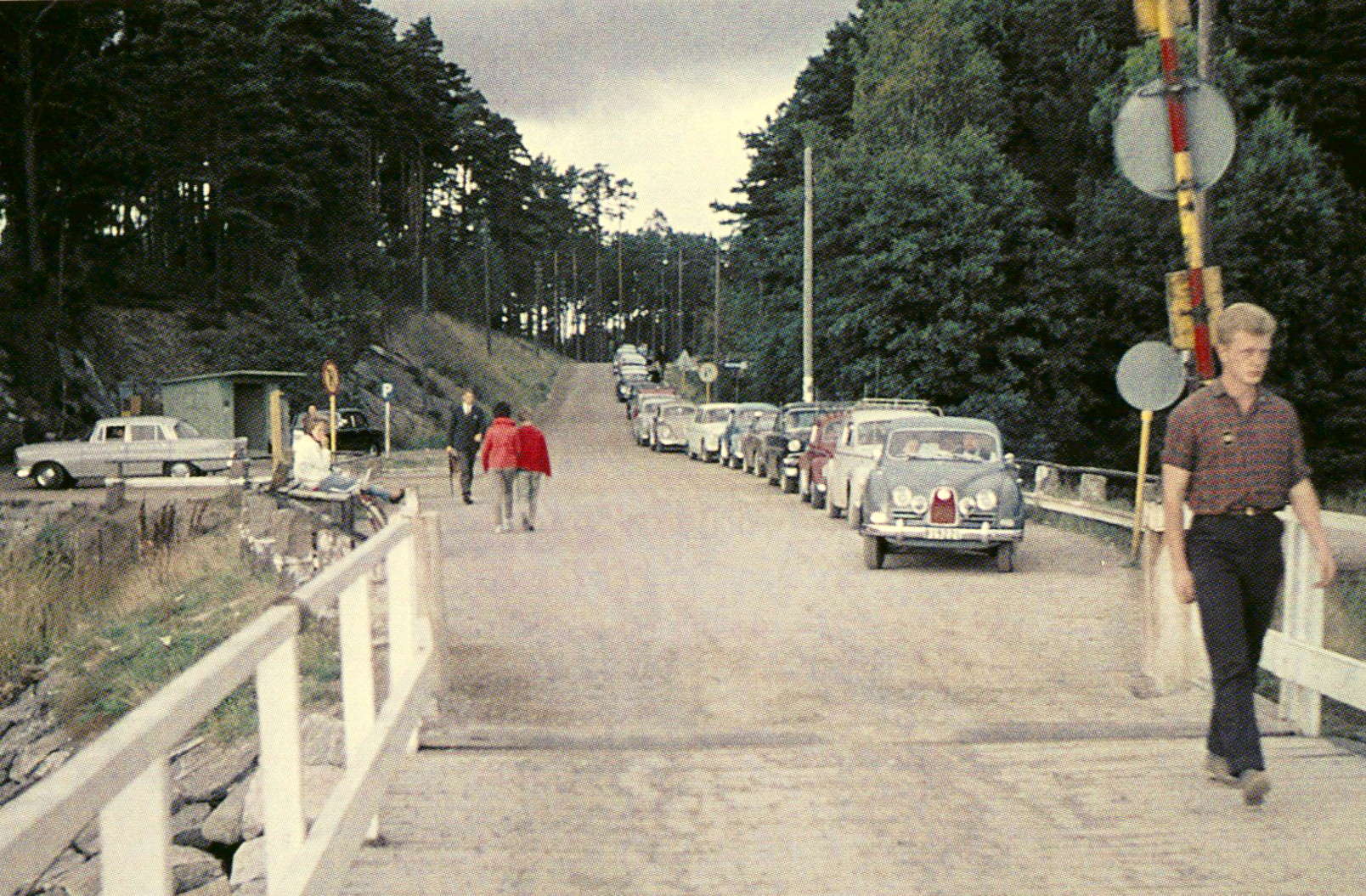
Lång bilkö i väntan på färjan, 1950-tal.

Innan en fast broförbindelse skapades mellan Djurönästes södra udde och fastlandet, fanns sedan 1865 en ångbåtslinje mellan Djurö-Vindö och Stockholm som drevs av Sandhamnsbolaget. År 1938 öppnade en cirka 1,3 kilometer lång färjeförbindelse för fordon mellan Ramsmora och Talludden på Djurönäset. Färjan tog endast åtta bilar och restiden var cirka tio minuter. År 1954 kom ytterligare en bilfärja i drift och på slutet fanns till och med tre.
På Djurö-Vindö fanns på 1950-talet cirka 2 300 fast boende personer medan sommargästerna uppgick till ungefär 20 000. Av dem hade nära hälften sina sommarhus på ön och många tog bilen. Trots att tre bilfärjor åkte i skytteltrafik bildades det långa köer på sommaren med upp till tre timmars väntetid. Dessutom tröttnade Djuröborna på de dåliga kommunikationerna och började flytta till fastlandet. Situationen blev ohållbar och en fast broförbindelse sågs som en lösning av problemet. Några äldre bofasta var dock emot broprojektet och menade "... det blir tråkigt på ön, raggarinvasion och sån't...".

## En bro skall byggas

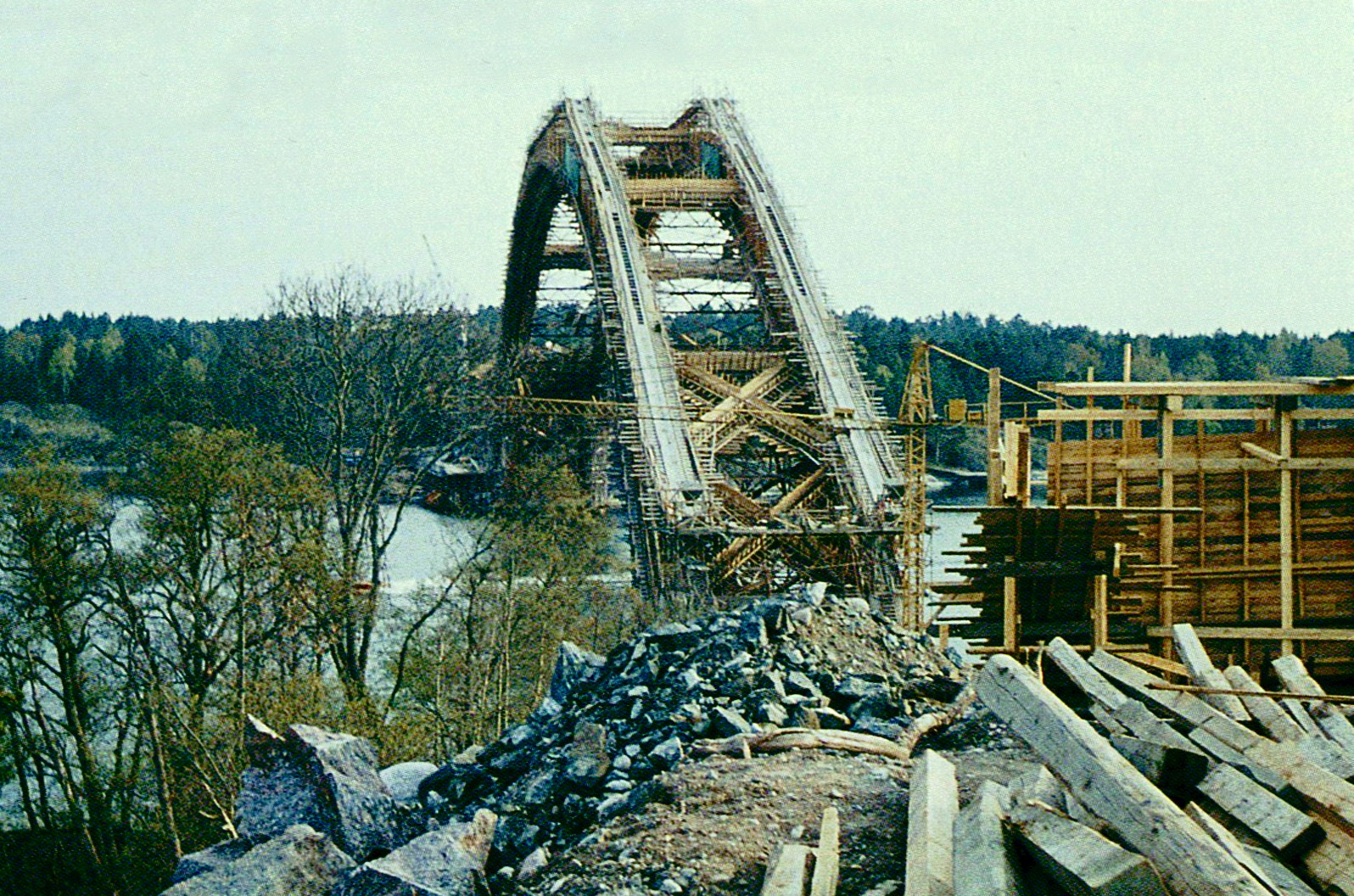
Djuröbrons båge under uppförande.

I 1945 års skärgårdsutredning kom man fram till att färjor inte kunde klara transportproblemet vid toppbelastningar. Beslutet att bygga bron togs av riksdagen 1952, men planeringen tog lång tid och 1955 hade inget konkret hänt än. Sedan man sänkte planerade 27 meter segelfri höjd till 20 meter kom projekteringen igång på allvar. Vid planeringen för den nya bron fanns även ett alternativ att bygga den längre norrut på Vindösidan, men läget nära Stavsnäs talade för en bro vid Ramsmora. 
Firma Nya Asfalt AB ritade och byggde bron. Ledare för projektet var överingenjör Sven Hultquist. Arbetet började i februari 1961 och sysselsatte som mest 50 personer. Brobågen göts på en stålram som transporterades till platsen av stora flytkranar, bland dem Lodbrok. Grundläggningen skedde på berg. Bron kunde efter kort byggtid invigas den 26 maj 1962, då landshövdingen Erik Westerlind höll tal och klippte det blågula bandet, samtidigt gick den sista bilfärjan. Med bron fick Djurö och Vindö, som var en avflyttningsbygd, fast landförbindelse och blev en del i Stockholmsregionen.
Pressen kommenterade den nya bron med rubriker som "Djuröbor väntar bilinvasion" (Svenska Dagbladet den 26 april 1962) eller "Slut med bilköerna till Djurö" (Aftonbladet den 26 maj 1962) och "Djuröbron ger framtidshopp för vår värdefulla skärgård" (Stockholms-Tidningen den 27 maj 1962). Bron beskrevs även som "ett vackert prov på nutida svensk brobyggnadskonst" (Stockholms-Tidningen).

## Historiska bilder

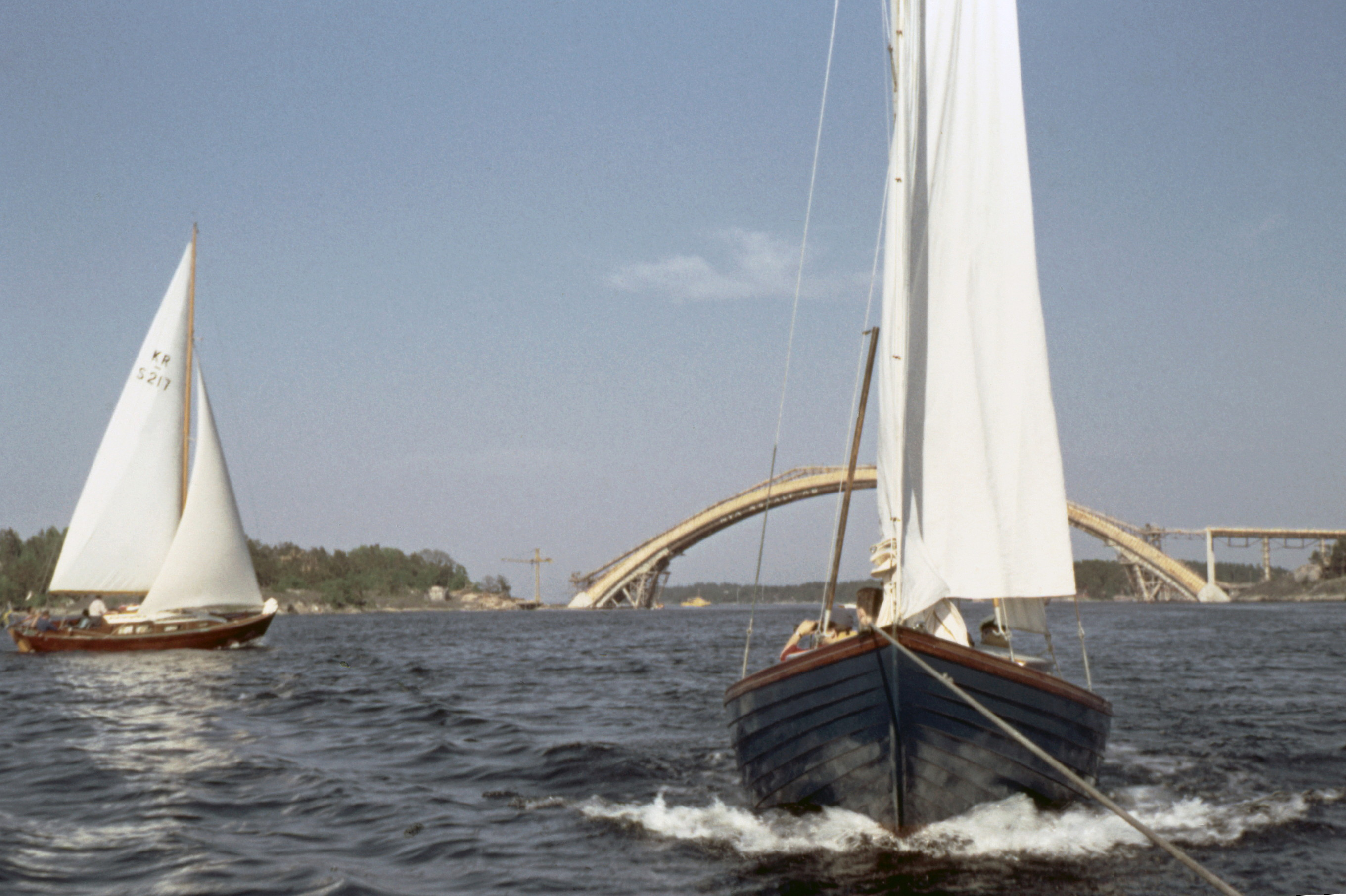
Bron under uppförande 1961
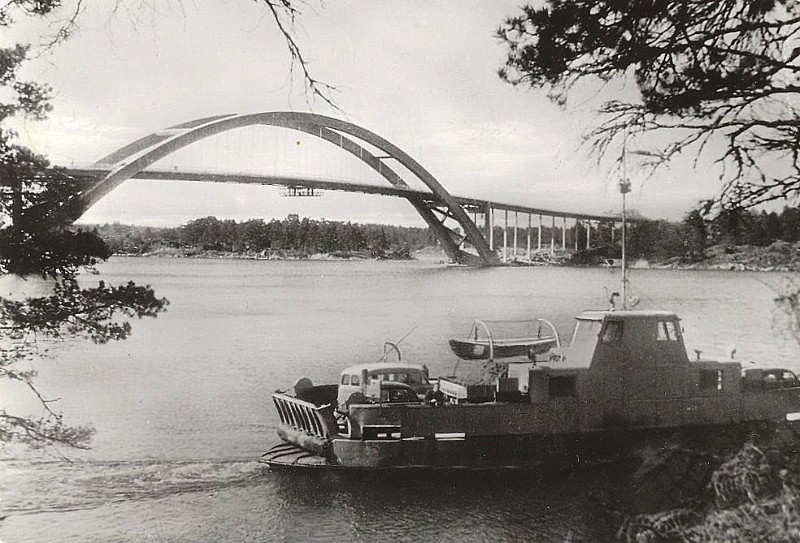
Bron och bilfärjan 1962
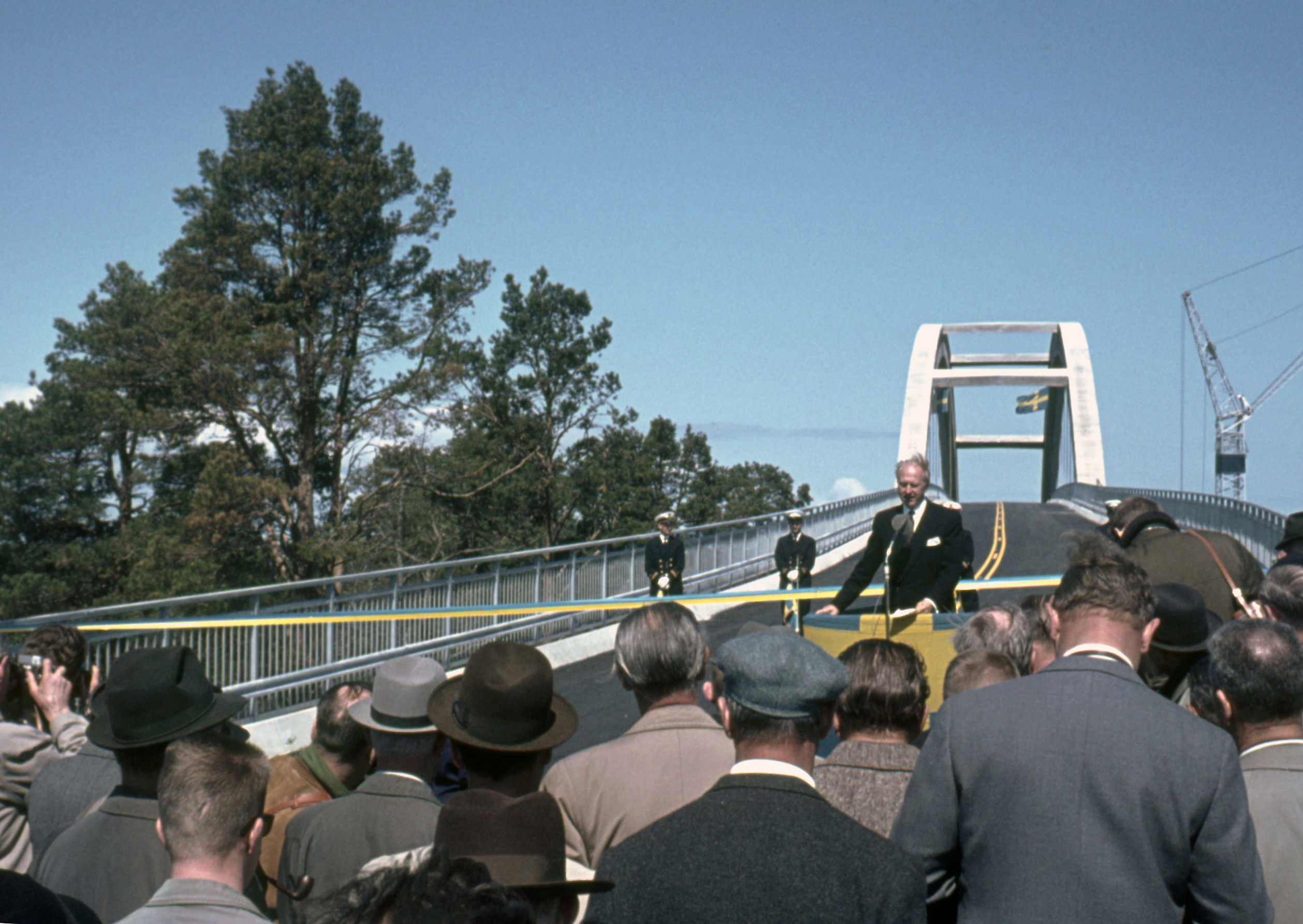
Erik Westerlind inviger bron, 26 maj 1962
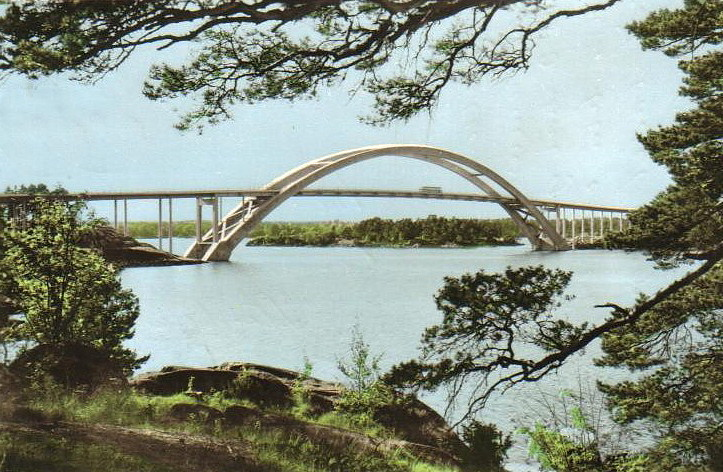
Bron tagit i trafik, vykort från 1960-talet

## Fakta

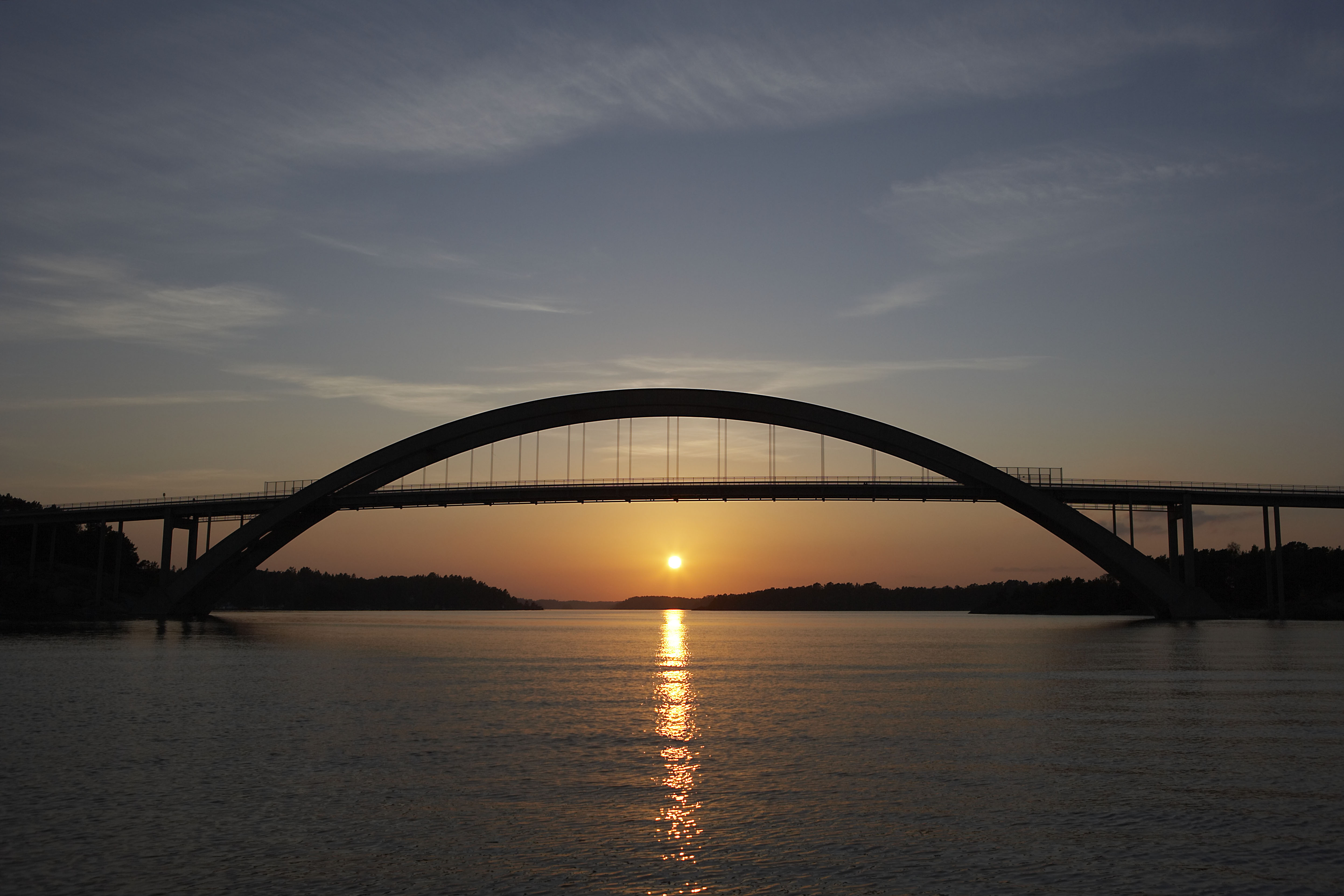
Djuröbron i solnedgång 2013.

- Den fria spännvidden för mittspannet är 182 meter.
- Brobanan i mittspannet är en stålkonstruktion som hänger i 13 par stålstag, övriga brobanan är av betong.
- Påfarts- och avfartsramperna bärs upp av 20 par betongpelare med en diameter av 70 centimeter och upp till 18 meters höjd.
- Brons totala längd inklusive på- och avfartsramper är cirka 500 meter.
- Den segelfria höjden är 18,8 meter vid medelvattenstånd.
- Konstruktionens totala höjd är 40 meter.
- Bredden är nio meter fördelad på två körfält för fordonstrafik (ett i vardera riktningen) samt ett för gång- och cykeltrafik.
- För brobygget förbrukades 4 200 m³ betong, 400 ton armeringsjärn samt 200 ton hängstag och stålbalkar.
- Projekteringen utfördes av länets Vägförvaltning i egen regi.
- Byggkostnaderna uppgick till 6,3 miljoner kronor inklusive tillfartsvägar.

## Skansentåget
På 1980-talet, när Djuröbron skulle repareras, ersatte ett Skansentåg buss 434 (med anslutande bussar på ömse sidor om bron).

## Nutida bilder

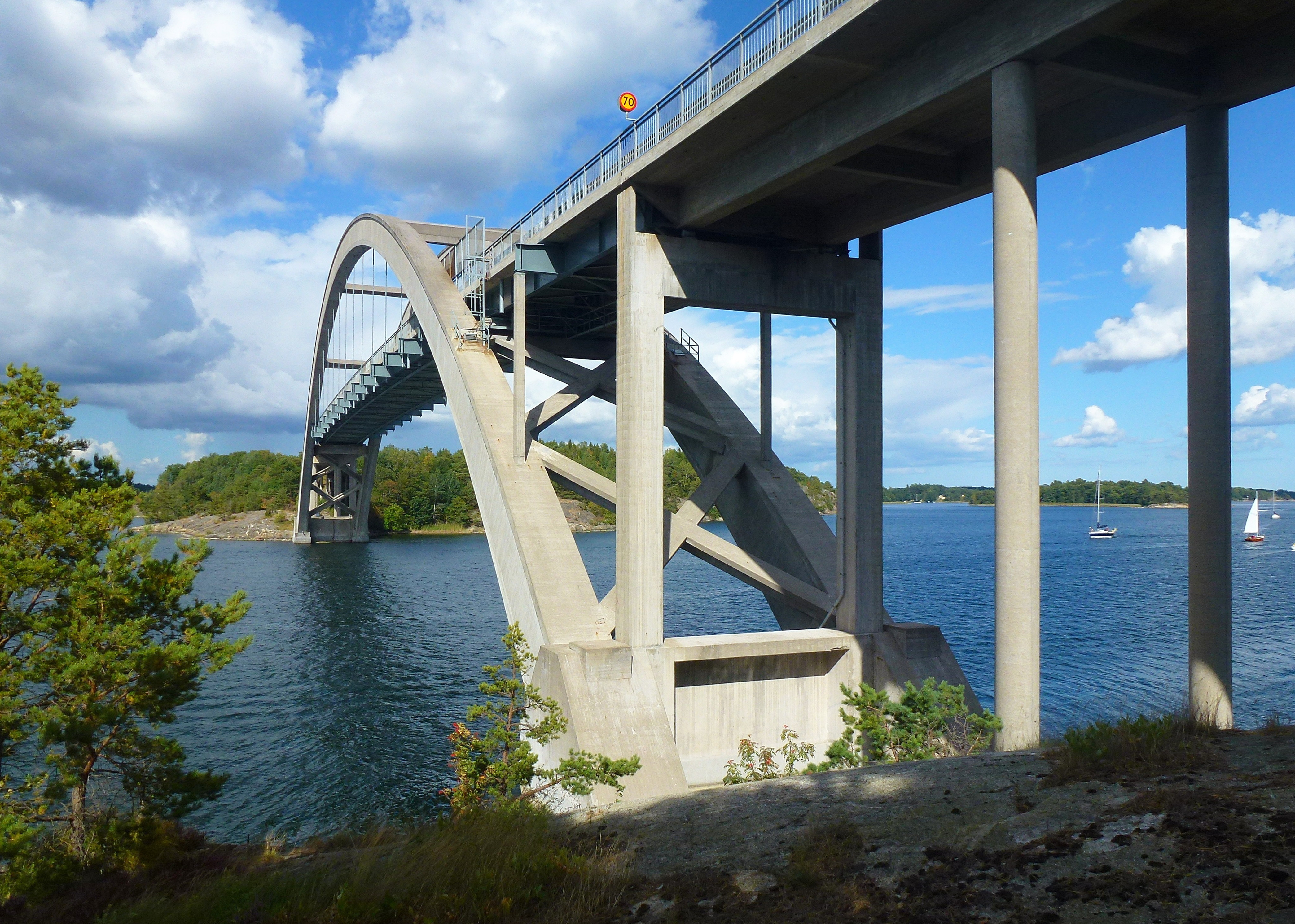
Djuröbron mot väster
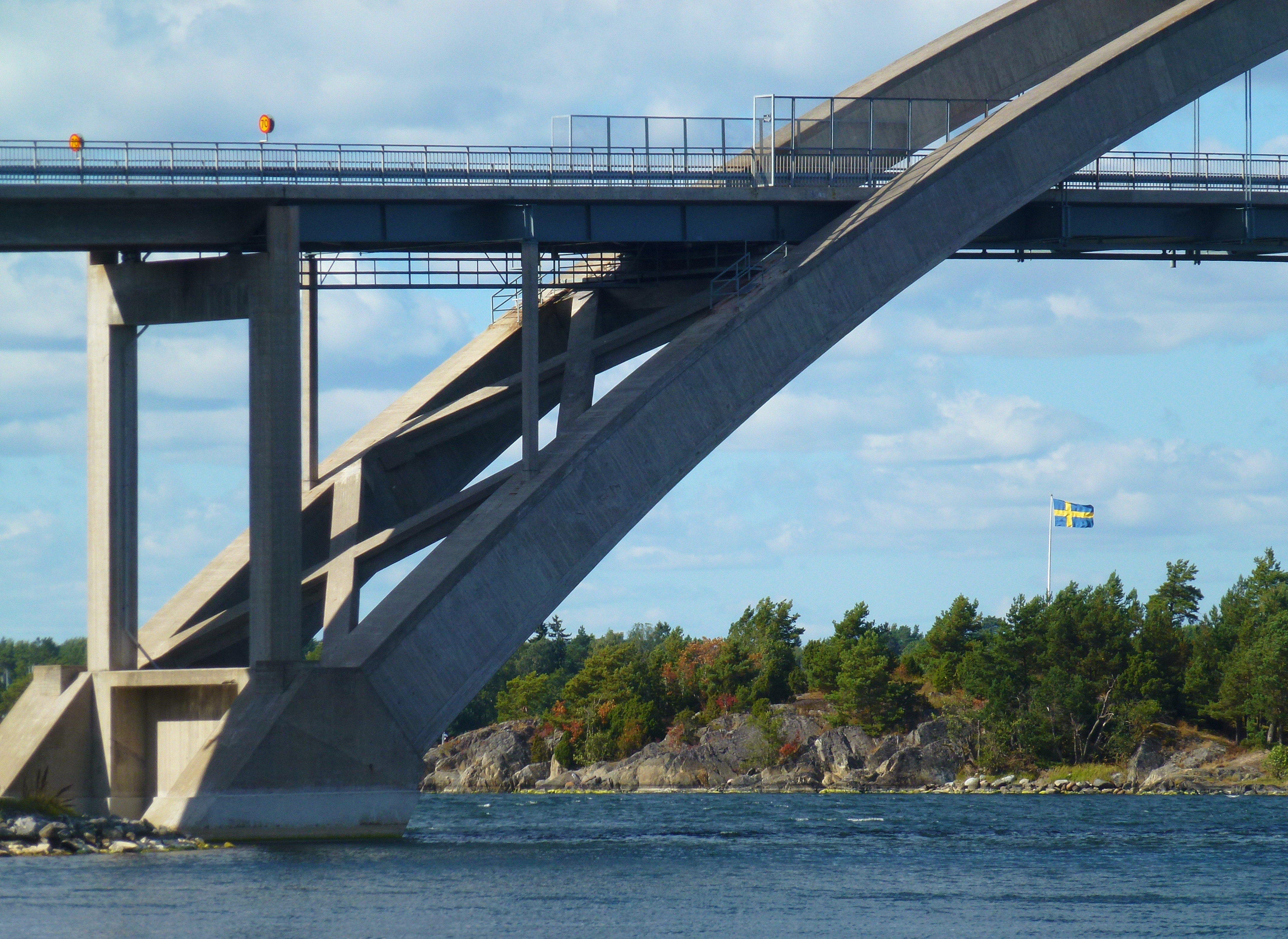
Södra landfäste
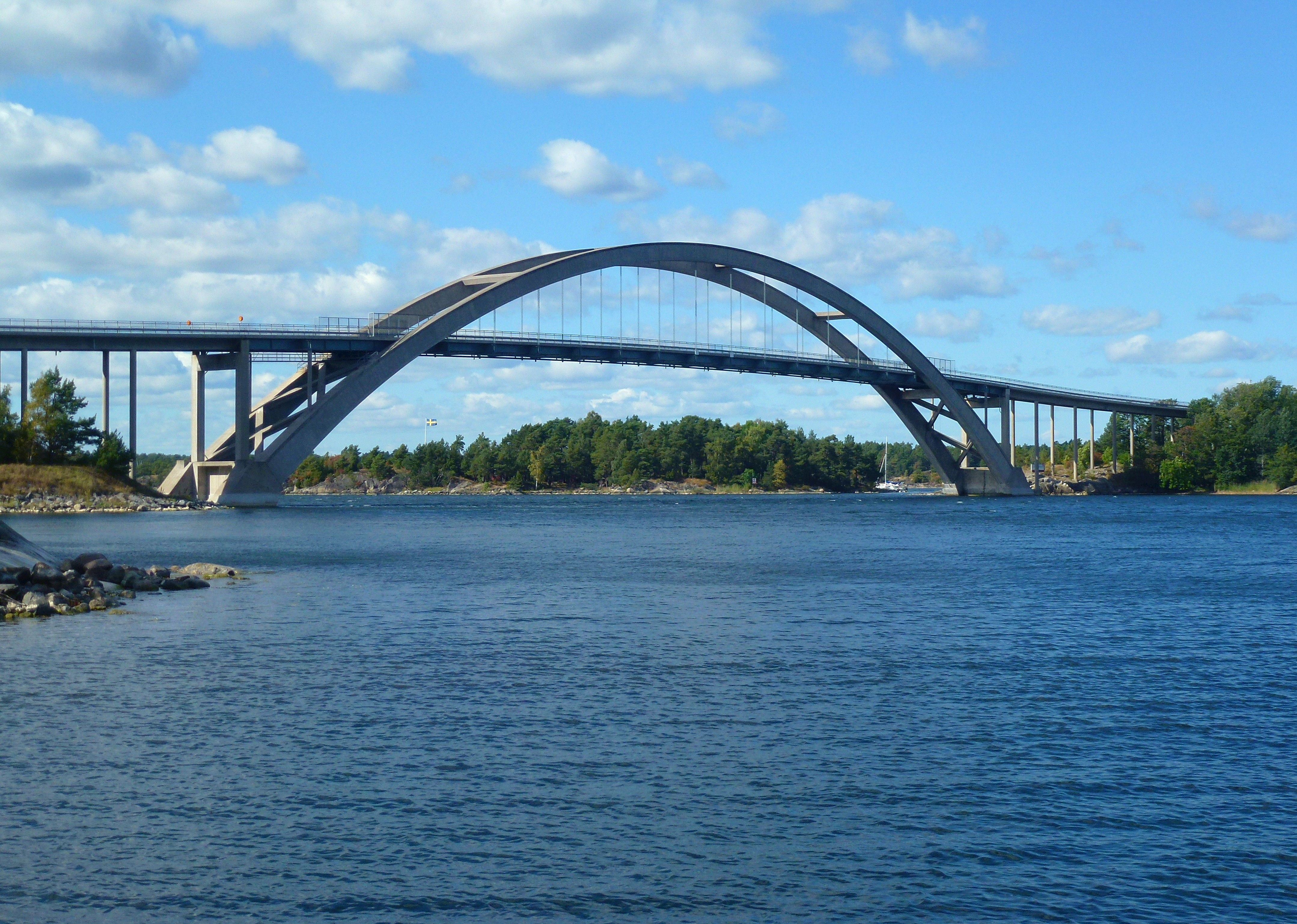
Brobågen från öster
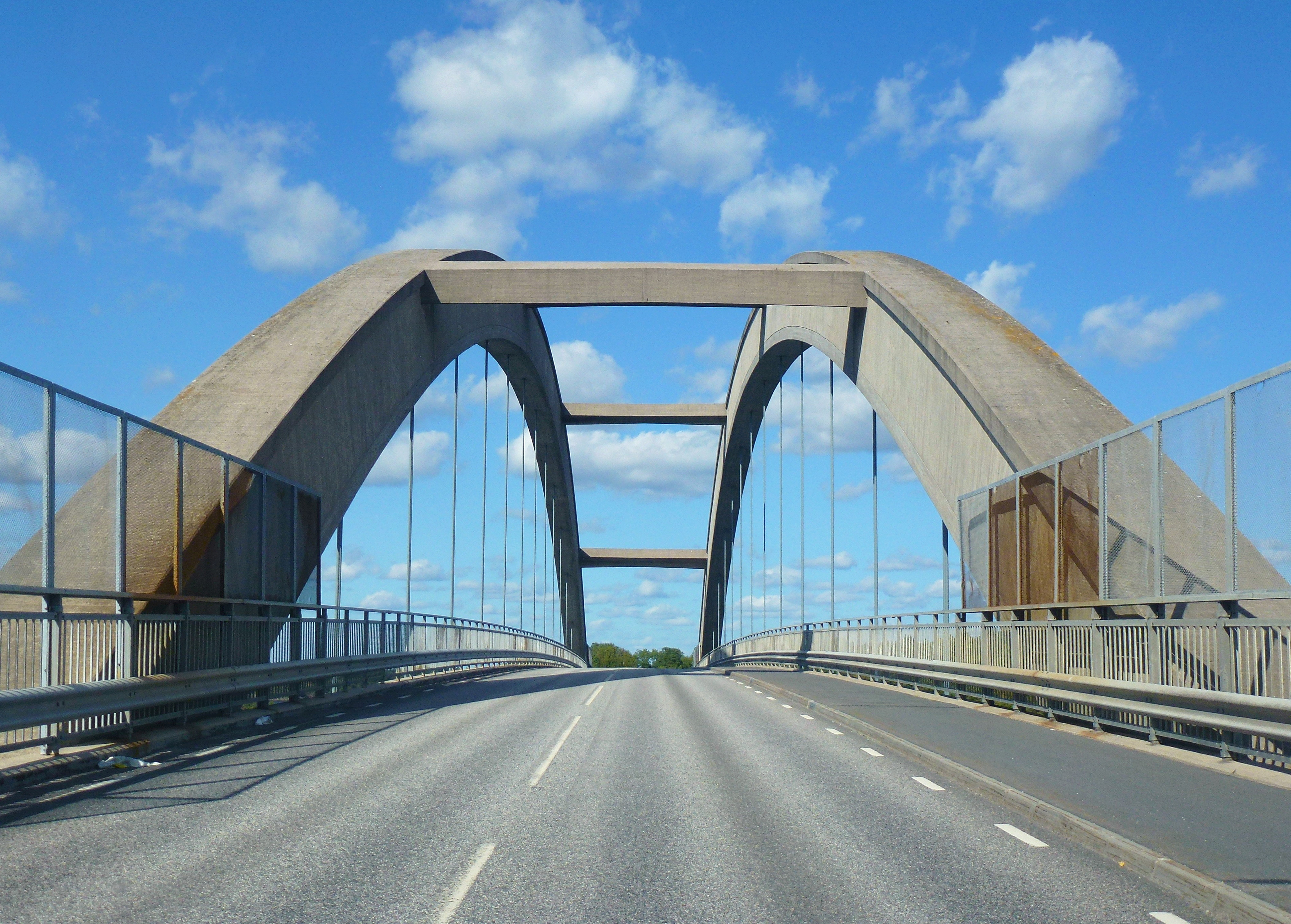
På bron, vy mot norr
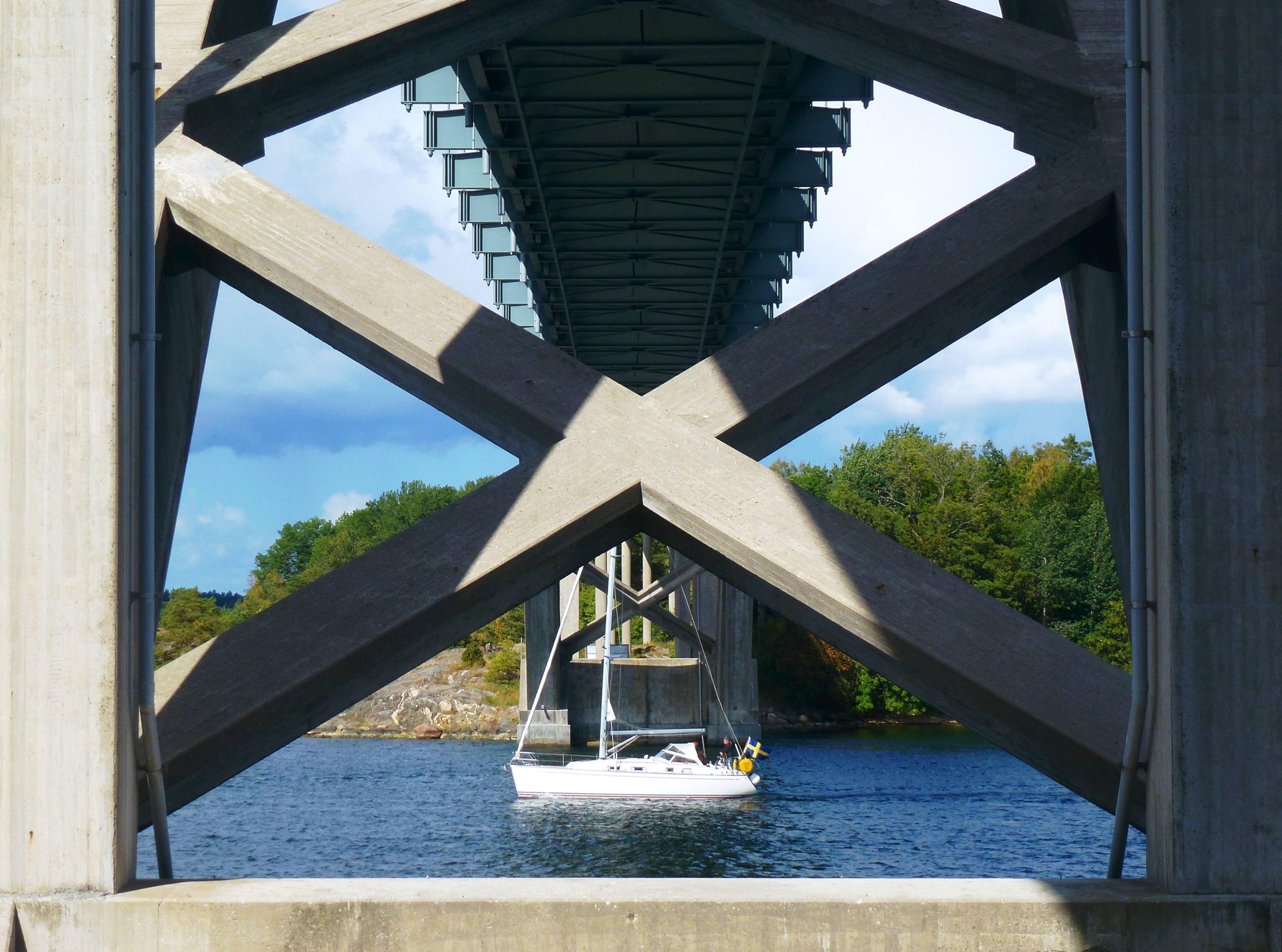
Under bron, vy mot norr
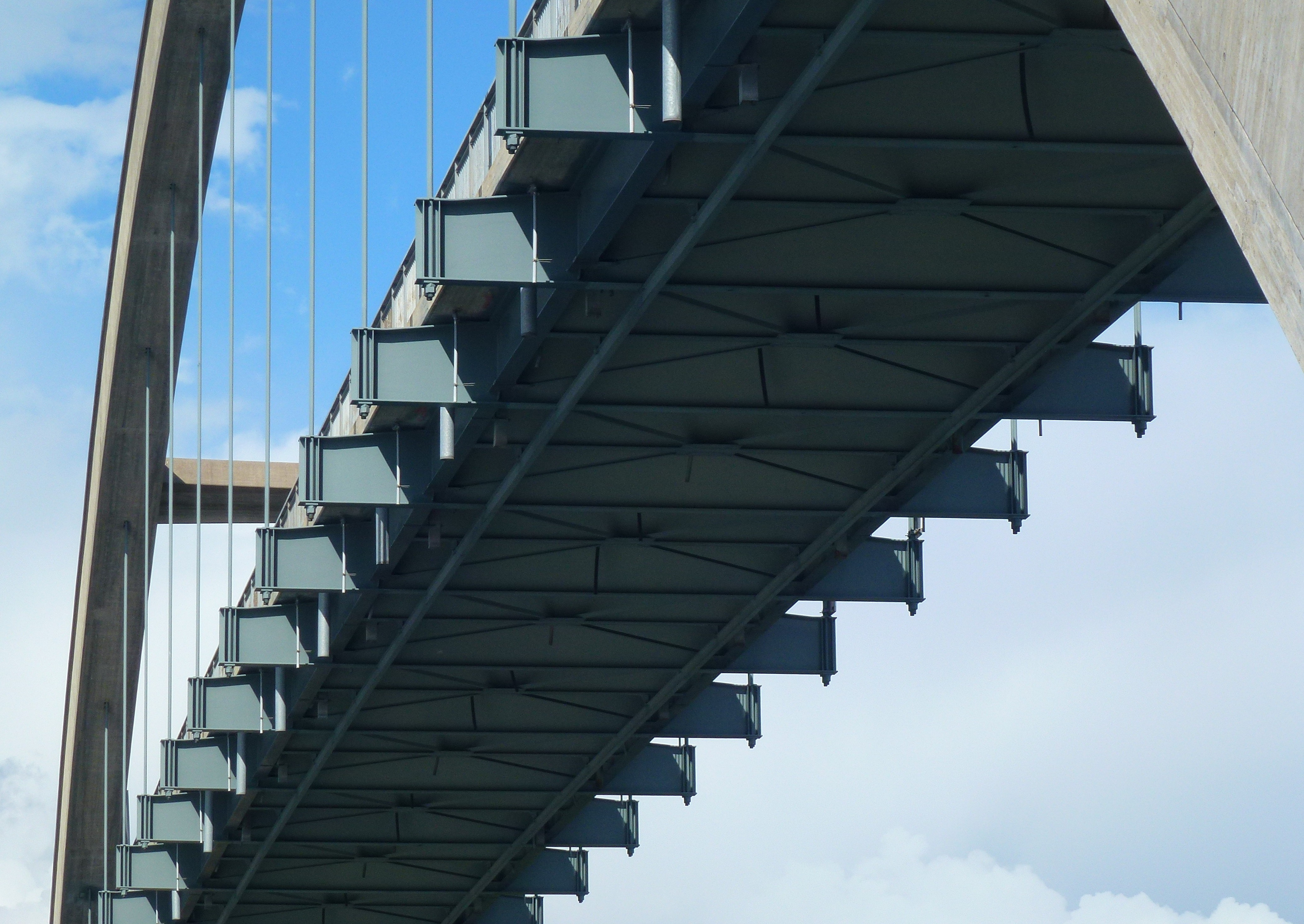
Brons mittspann med hängstag
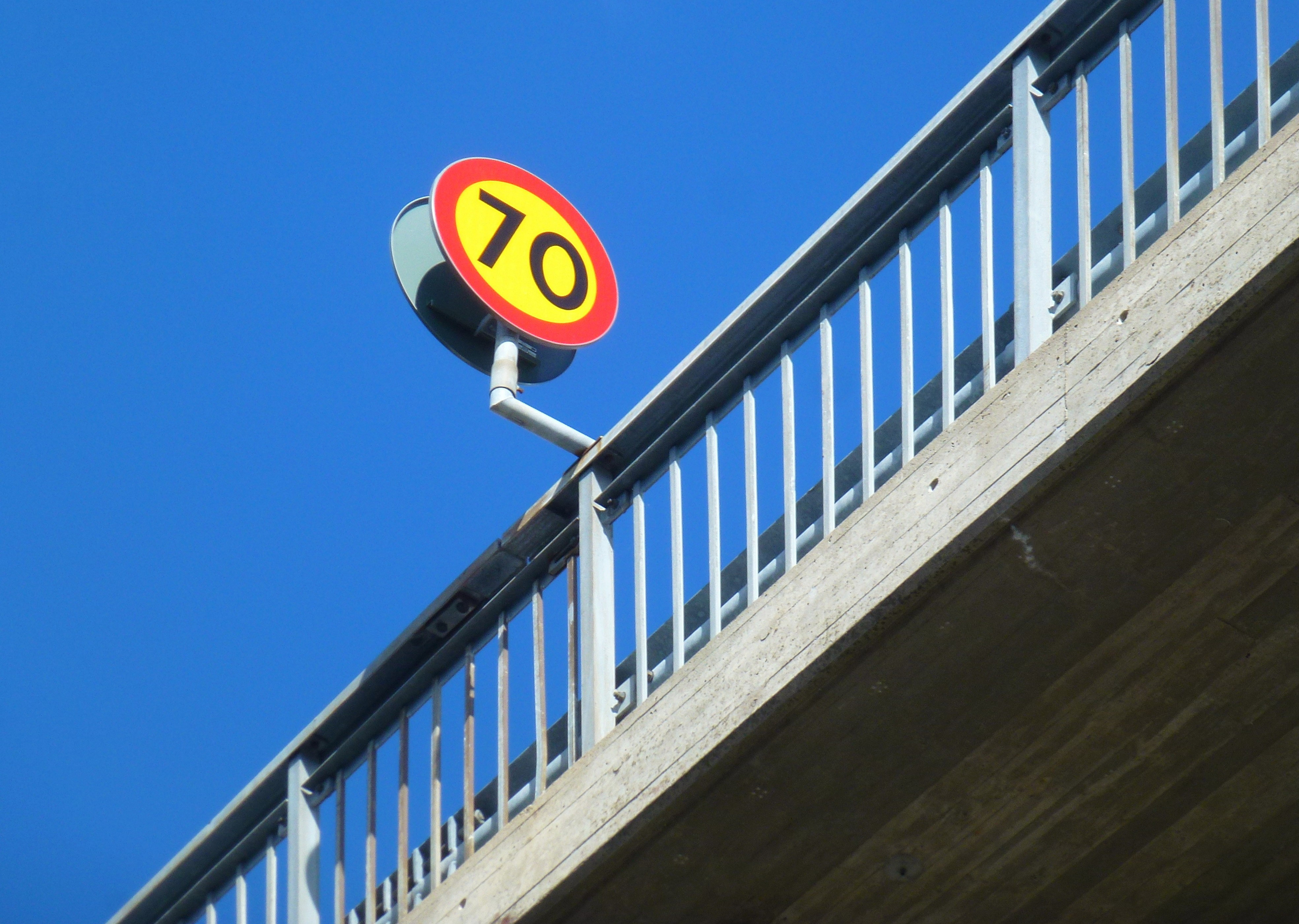
Tillåten hastighet är 70 km/h
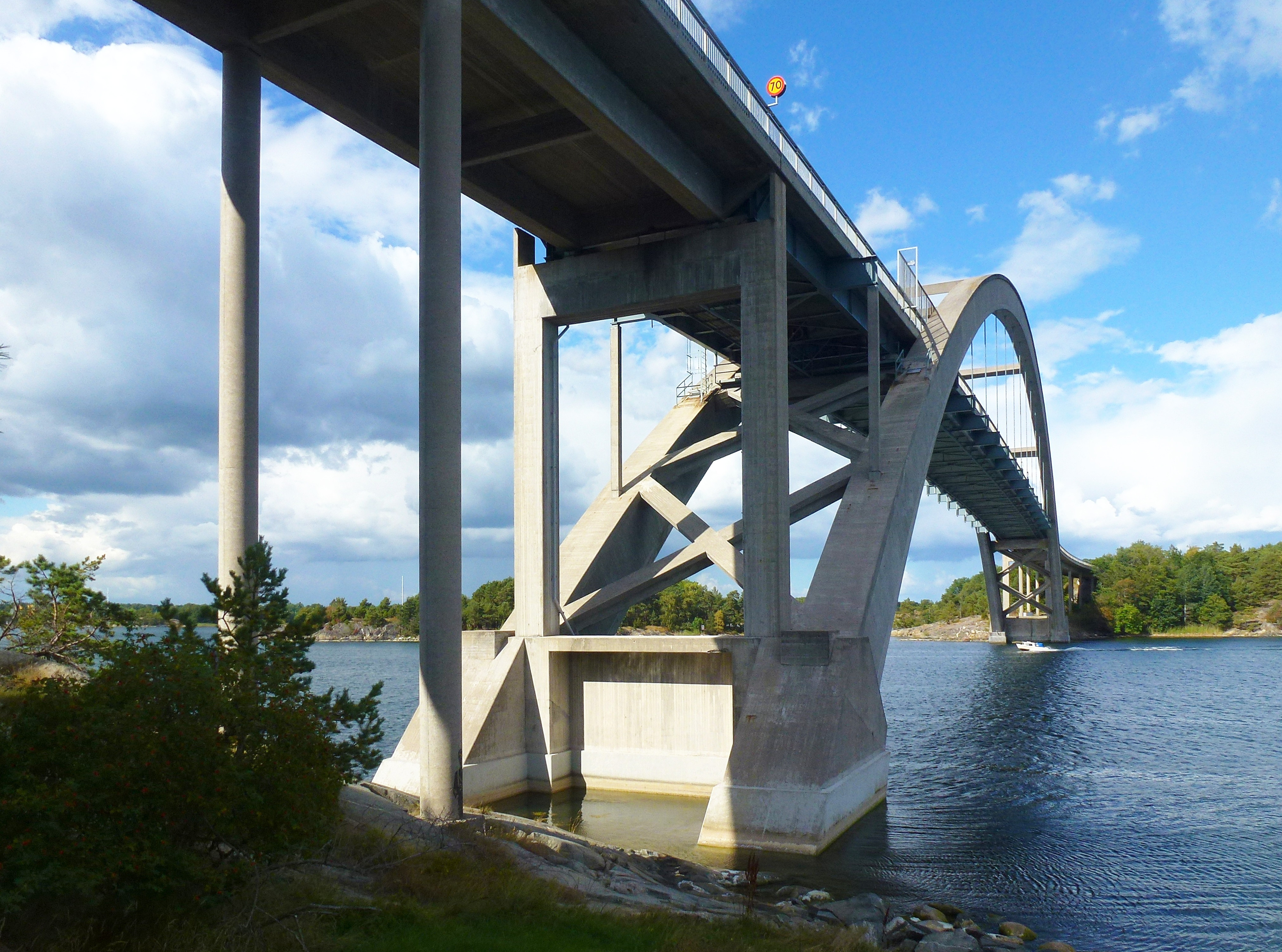
Djuröbron mot öster